# Prasma crassipalpus
Prasma crassipalpus is een hooiwagen uit de familie Triaenonychidae.